# Хив (Иран)
Хив (перс. هیو‎) — село на севере Ирана, в остане Альборз. Входит в состав шахрестана Саводжболаг. Является частью дехестана (сельского округа) Хив Центрального бахша.

## География
Село находится в центральной части Альборза, к югу от хребта Эльбурс, на расстоянии приблизительно 31 километра к северо-западу от Кереджа, административного центра провинции. Абсолютная высота — 1532 метра над уровнем моря.

## Население
По данным переписи 2006 года население села составляло 8061 человека (4054 мужчин и 4007 женщин). В Хиве насчитывалось 2247 семей. Уровень грамотности населения составлял 84,54 %. Уровень грамотности среди мужчин составлял 87,25 %, среди женщин — 81,81 %.